# Berhet
Berhet (bretonska: Berc'hed) är en kommun i departementet Côtes-d'Armor i regionen Bretagne i nordvästra Frankrike. Kommunen ligger i kantonen La Roche-Derrien som tillhör arrondissementet Lannion. År 2022 hade Berhet 272 invånare.

## Befolkningsutveckling
Antalet invånare i kommunen Berhet
Referens:INSEE